# Abdicações de Baiona
As Abdicações de Baiona aconteceram em 5 e 6 de maio de 1808 na cidade francesa de Baiona. É o nome pelo qual se conhecem as sucessivas renúncias dos reis Carlos IV e de seu filho Fernando VII ao trono da Espanha em favor de Napoleão Bonaparte. O imperador francês, logo de seguida, cedeu esses direitos ao seu irmão, José Bonaparte, que tomou o poder sob o nome de José I de Espanha.

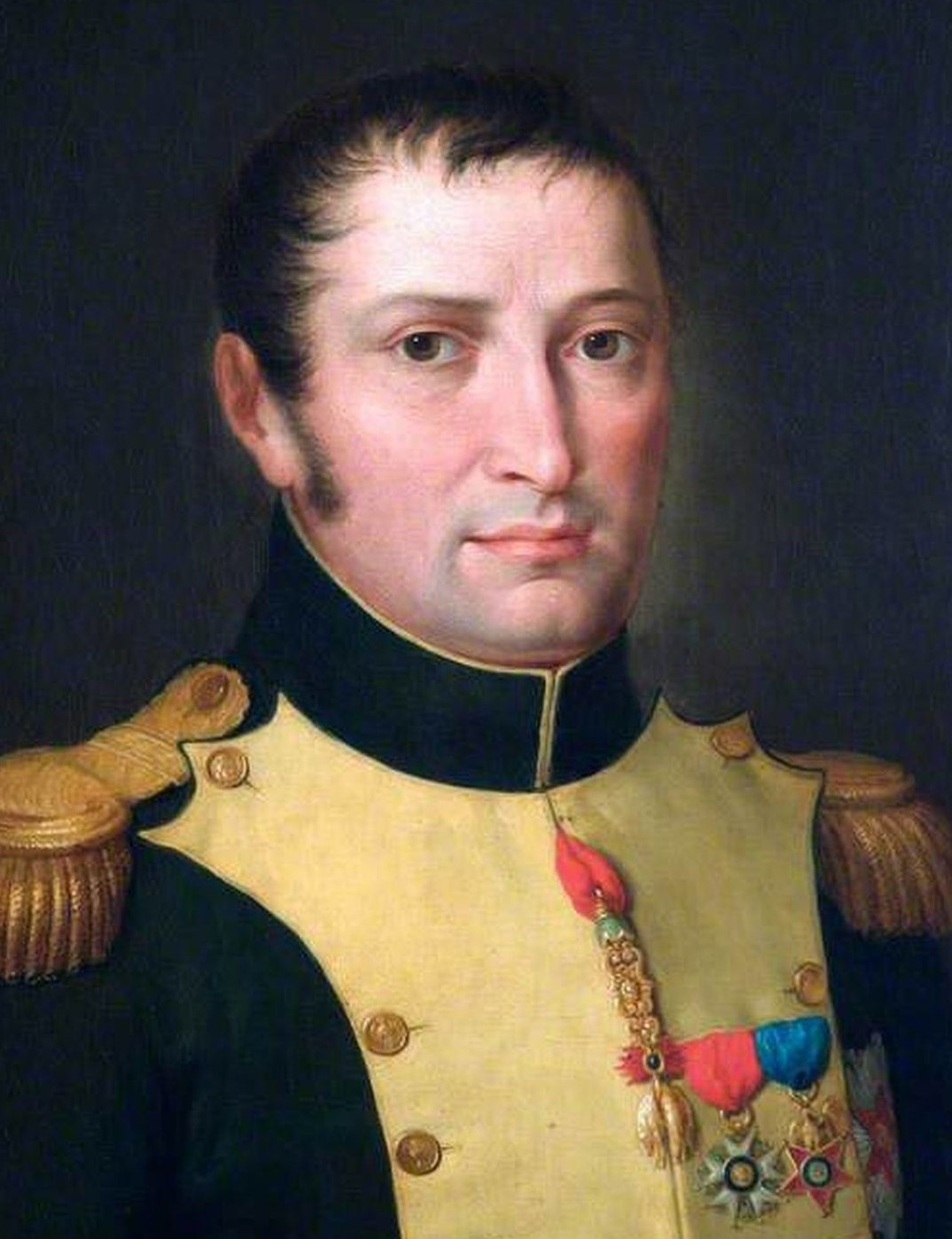
José I de Espanha, irmão de Napoleão.

O movimento foi a resposta de Napoleão ao Motim de Aranjuez (17–19 de março), quando Fernando VII forçou a primeira abdicação de seu pai e a revolta de 2 de maio contra as tropas francesas na Espanha que estavam presentes de acordo com o Tratado de Fontainebleau (1807). Napoleão, por sua vez, entregou a coroa do reino de Espanha ao seu irmão José Bonaparte. O resultado das abdicações foi uma maior resistência à presença francesa, resultando na Guerra Peninsular (1808-1814). Napoleão acabou sendo forçado a libertar Fernando VII, que foi novamente proclamado rei de Espanha a 11 de dezembro de 1813.